# Jiří Hájek
Jiří Hájek (6. června 1913 Krhanice u Benešova – 22. října 1993 Praha) byl československý politik a diplomat, v 60. letech 20. století ministr školství, během pražského jara ministr zahraničních věcí Československa, který v srpnu 1968 protestoval v OSN proti sovětské invazi, za normalizace mluvčí Charty 77.

## Život
Vystudoval práva na Univerzitě Karlově. V letech 1937–1939 pracoval na finanční správě. Byl členem organizace mladých sociálních demokratů. Po březnu 1939 ilegálně pracoval v Národním hnutí pracující mládeže a v listopadu 1939 byl zatčen a odsouzen ke 12 letům vězení. Až do konce války byl vězněn v Hamburku.
Po osvobození se zapojil do politického života. V roce 1945 se stal tajemníkem Ústřední rady odborů a poté ústředním tajemníkem Dělnické akademie (1946–1948), a také působil jako funkcionář Svazu české mládeže a Mezinárodního svazu mládeže. Ihned po válce vstoupil do ČSSD. V letech 1945–1946 byl poslancem Prozatímního Národního shromáždění za ČSSD.
Ústřední sekretariát KSČ Hájka vedl již v poválečném období jako tajného člena komunistické strany; v sociální demokracii patřil k Fierlingerovu křídlu a prosazoval těsnou spolupráci s komunisty, která skončila sloučením sociální demokracie s KSČ v červnu 1948. Aktivně se podílel na vnitrostranickém převratu a čistkách v únoru 1948. 27. června 1948 po sloučení ČSSD s komunisty byl kooptován do Ústředního výboru Komunistické strany Československa. V této funkci ho potvrdil i IX. sjezd KSČ, X. sjezd KSČ, XI. sjezd KSČ, XII. sjezd KSČ a XIII. sjezd KSČ. Do ÚV KSČ ho zvolil také Vysočanský sjezd KSČ v srpnu 1968. Z ÚV KSČ byl vyloučen v září 1969.
Ve volbách do Národního shromáždění roku 1948 se stal poslancem Národního shromáždění ČSR za sociální demokracii (od června 1948 po sloučení strany s KSČ přešel do poslaneckého klubu komunistů).
V roce 1950 zakládal Vysokou školu politických a hospodářských věd, na níž se posléze stal rektorem (do roku 1953). Roku 1954 se stal děkanem fakulty mezinárodních vztahů Univerzity Karlovy.
Od roku 1955 působil v diplomatických službách jako velvyslanec v Londýně (1955–1958), náměstek ministra zahraničí (1958–1962) a zástupce ČSSR v OSN (1962–1965). Od 10. listopadu 1965 do 8. dubna 1968 zastával post ministra školství ve vládě Jozefa Lenárta (do 20. ledna 1967 oficiálně ministr školství a kultury) a 8. dubna 1968 přešel do funkce ministra zahraničních věcí Československa v první vládě Oldřicha Černíka.
Při sovětské invazi byl právě na jednání v Jugoslávii a mohl tak 24. srpna 1968 v Radě bezpečnosti OSN vznést protest (použil i výrazu „okupace“), což jej stálo ministerské křeslo (již v září 1968), členství v ÚV (1969) a nakonec i členství v KSČ (1970).
V roce 1973 musel odejít do důchodu (posledním jeho pracovištěm byl Historický ústav ČSAV, kde působil od roku 1968). V roce 1977 podepsal Chartu 77 a stal jedním z jejích prvních tří mluvčích (s Václavem Havlem a Janem Patočkou). Znovu se mluvčím Charty stal roku 1979. Roku 1988 zakládal Československý helsinský výbor a stal se jeho předsedou, a také byl členem Obrody – Klubu za socialistickou přestavbu. Byl nominován na Nobelovu cenu míru. V letech 1990–1992 byl poradcem Alexandra Dubčeka.

## Odkaz
V roce 2013 mělo být Hájkovi uděleno in memoriam státní vyznamenání, jeho syn Jan Hájek však odmítl účast na aktu předávání kvůli nesouhlasu s některými kroky prezidenta Zemana. Vyznamenání tak uděleno nebylo.
| „           | To je pozoruhodné: ocenění in memoriam tedy není udělováno na základě zásluh zesnulé osobnosti, ale na základě ochoty pozůstalých účastnit se předávacího aktu. | “ |
| — Jan Hájek | |   |